# Hemidactylus inexpectatus
Hemidactylus inexpectatus es una especie de gecos de la familia Gekkonidae.

## Distribución geográfica yhábitat
Es endémica de la isla Jazirat Hamar an Nafur, en el golfo de Masira (Omán). Su rango altitudinal oscila alrededor de 65 m s. n. m..